# Diocèse d'Amboine
Le diocèse d′Amboine ou d′Ambon (en latin : Dioecesis Amboinaënsis) est une Église particulière de l'Église catholique en Indonésie, dont le siège est à Ambon, une capitale de la province des Moluques.

## Histoire
La préfecture apostolique de Nouvelle-Guinée hollandaise est créée le 22 décembre 1902 puis devient le vicariat apostolique de Nouvelle-Guinée Hollandaise le 29 août 1920.
Entre 1920 et 1950, le vicariat apostolique de Nouvelle-Guinée Hollandaise, devenu vicariat apostolique de Amboina en 1949, a perdu une partie de son territoire à la suite de la création de la préfecture apostolique de Hollandia et du vicariat apostolique de Merauke.
Le vicariat apostolique d'Amboina devient diocèse le 3 janvier 1961. Il fait partie de la province ecclésiastique de Makassar.

## Organisation
Le diocèse compte 54 paroisses. Son siège est la cathédrale Saint-François-Xavier d'Ambon.
Les paroisses sont regroupées en 7 zones pastorales :

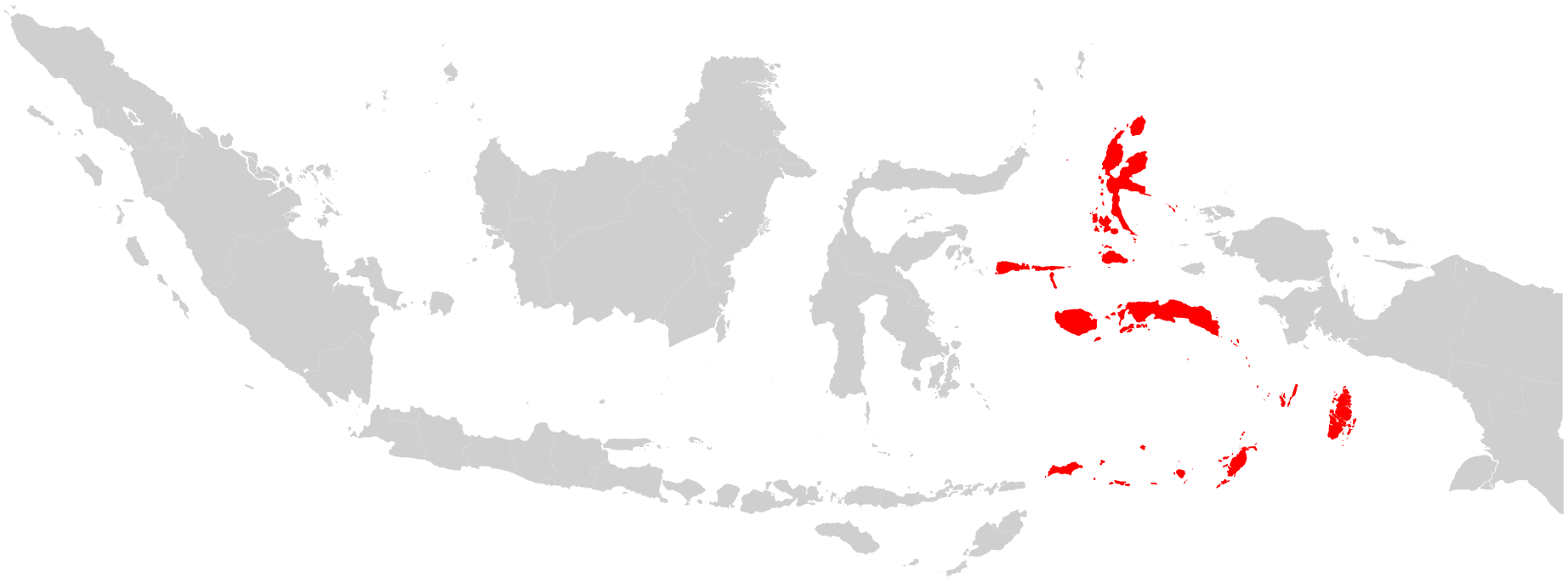
Localisation du diocèse.

- Ambon
- Aru
- Kei Besar
- Kei Kecil
- Tanimbar
- Moluques du Nord
- Seram–Buru

## Ordinaires du diocèse

### Préfets apostoliques
- Matthijs Nijens M.S.C., (1902-1915)
- Hendrik Nollen M.S.C., (1915-1920)

### Vicaires apostoliques
- Arnoldus Johannes Hubertus Aerts M.S.C., (1920-1942)
- Jacques Grent M.S.C., (1947-1961)

### Évêques
- Jacques Grent M.S.C., (1961-1965)
- Andreas Peter Cornelius Sol M.S.C., (1965-1994)
- Petrus Canisius Mandagi, M.S.C., (1994-2020)
- Seno Ngutra (en) (2021- )

## Source
- (en) Catholic-Hierarchy